# The Identical
The Identical è un film del 2014 diretto da Dustin Marcellino. Il film è uscito nelle sale cinematografiche statunitensi il 5 settembre 2014. 

## Trama
Dopo che Helen e William Hemsley danno alla luce due gemelli identici, i fratelli vengono separati alla nascita durante la Grande Depressione. Drexel Hemsley diventa un'iconica star del rock and roll, mentre Ryan Wade, nato Dexter Hemsley, lotta per controbilanciare il suo amore per la musica con il bisogno di compiacere suo padre. Il reverendo Reece Wade e sua moglie Louise sono sicuri che il loro figlio adottivo è stato dotato e chiamato da Dio ad essere un predicatore.
Tuttavia, Ryan sfida la visione dei suoi genitori e sceglie risolutamente di lanciare la sua carriera musicale con il suo migliore amico Dino. Incoraggiato dalla moglie Jenny e dal datore di lavoro Avi, Ryan intraprende un percorso imprevedibile e provocatorio: eseguire la leggendaria musica di Drexel Hemsley in locali sold-out in tutto il paese. Mentre i destini dei fratelli si intrecciano, Ryan scopre che Drexel è il suo fratello gemello perduto da tempo.

## Accoglienza
The Identical è stato universalmente stroncato dalla critica. Su Rotten Tomatoes, il film riporta una valutazione del 6%, basata su 62 recensioni, con una valutazione media di 3,3 / 10. The Identical ha incassato 1,6 milioni di dollari nel suo weekend di apertura, finendo al 12 ° posto al botteghino. Su Metacritic, il film ha un punteggio di 25 su 100, basato su 25 critici, indicando "recensioni generalmente sfavorevoli". Il film è stato ritirato dalle sale dopo essere stato proiettato per sole tre settimane, durante le quali ha incassato $ 2,8 milioni, molto al di sotto del suo budget di $ 16 milioni, dimostrandosi un flop.